# بیژن داوری
بیژن داوری (زاده تهران، ایران) یک آمریکایی ایرانی‌تبار است. که نایب رئیس ارشد مرکز تحقیقاتی تامس واتسن شرکت آی‌بی‌ام می‌باشد. بیژن داوری دارنده مدرک دکتری در زمینه الکترونیک از دانشگاه پلی‌تکنیک رنسیلر و دارای بیش از ۷۰ مقاله علمی می‌باشد، وی از سال ۱۹۹۶ به‌عنوان یکی از کارمندان برجسته شرکت آی‌بی‌ام مطرح گردید و سپس در سال ۱۹۸۸ به‌عنوان معاون ارشد این شرکت برگزیده‌شد. آخرین پست مدیریتی وی به سال ۲۰۰۳ برمی‌گردد که معاون ارشد فناوری تکنولوژی نسل آینده نیز معرفی گردید.